# Haisnes
Haisnes je francouzská obec v departementu Pas-de-Calais v regionu Hauts-de-France. V roce 2011 zde žilo 4 512 obyvatel.

## Sousední obce
Auchy-les-Mines, La Bassée (Nord), Douvrin, Hulluch, Loos-en-Gohelle, Vermelles, Violaines

## Vývoj počtu obyvatel
Počet obyvatel 